# Cladura alpicola alpicola
Cladura alpicola alpicola is een ondersoort van de tweevleugelige Cladura alpicola uit de familie steltmuggen (Limoniidae). De soort komt voor in het Palearctisch gebied.